# Until June
Until June — рок-группа из Голливуда, США.

## История
Джош Бэллард, Дэн Бэллард, Крис Фоли и Джастин Терли самостоятельно выпустили несколько мини-альбомов и отыграли множество концертов в окрестностях Голливуда, как группа под названием «Juune». Они сделали все возможное, чтобы привлечь внимание ведущих лейблов. И это стоило свеч, поскольку своими усилиями они заслужили интерес лейбла «Capitol Records», но мелодичный звук и голос фальцетом, чем славилась группа, были недостаточными, чтобы убедить «Capitol Records» предложить тогда группе контракт. Будучи разочарованными, но обладая решительностью, что контракт будет подписан, они устанавливают крайний срок на июнь 2005 года. Если бы у них не оказалось контракта на запись к тому времени, то группа навсегда бы ушла со сцены.

Весной 2004 года барабанщик Джастин Терли покинул группу, чтобы проводить больше времени со своей семьей в Техасе, его заменил Джеми Питтс.

«Juune» продолжали самостоятельно выпускать пластинки, и к концу 2004 года интерес лейбла к группе начал расти. Весной 2005-го, когда «Juune» был на ранних стадиях ведения переговоров с несколькими лейблами, Крис Фоли оставил группу, чтобы жениться, а Джеми Питтс занялся своим образованием. Через некоторое время после этого, к группе присоединился Дэниел Демпси.
В конце лета 2005 года, «Juune» заключили контракт с «Flicker Records/Sony BMG». Из-за некоторых юридических проблем, название группы «Juune» было изменено на «Until June» в честь крайнего срока, который они первоначально установили. Их дебютный студийный альбом был выпущен в апреле 2007 года.

## Текущий состав
- Джош Бэллард — вокал, клавишные
- Дэн Бэллард — гитара
- Дэниел Демпси — ударные

## Дискография
- The EP (вышел в марте 2006)
- Until June (вышел в апреле 2007)
- Sound of Defeat EP (вышел в мае 2009)
- Young And Foolish (вышел в 2012)